# Leroy Gopal
Leroy Gopal es un actor, comediante y artista de voz sudafricano. Es conocido por sus papeles en las películas Yellow Card y Strike Back.

## Biografía
Gopal nació el 6 de julio de 1979 en Harare, Zimbabue. Completó la educación primaria en Blackiston Primary School y la secundaria en Gateway High School y Prince Edward Senior School. Tiene una licenciatura en interpretación en vivo y películas de la AFDA. Es uno de los dos estudiantes que han ganado el prestigioso premio M-NET Student Of The Year 2003 y 2004 de forma consecutiva.
Está casado desde 2017. La pareja tiene tres hijos: Kiki Leroy Gopal, Didi Tadiwa y Mimi Naima.

## Carrera profesional
En 2000, debutó en la película Yellow Card, como el jugador de fútbol 'Tiyane Tsumba'. De 2006 a 2007, interpretó el papel de 'Thabang Ngema' en la telenovela One Way de SABC 3. En 2012, apareció en la comedia de situación de SABC 1, Ses'Top La, por el cual el premio al Mejor Actor en un papel de comedia en los Premios de Cine y Televisión de Sudáfrica 2013. Posteriormente, se unió al reparto de la serie de televisión Mzansi Love: Kasi Style. También actuó en el corto Through the Flight of a feather, que se proyectó en el Festival de Cine de Cannes.
El mismo año, actuó en la película Seal Team 8 como el dictador congoleño 'Tonga'. También participó en la serie de televisión Mzansi Magic con el papel de 'Abomama'. En 2014, participó en la serie de SABC1 Ihawu le Sizwe. Fundó 'Creation Station Entertainment Company' y dirigió un video musical del cantante Audius Mtawarira.

## Filmografía
| Año  | Título                                 | Rol                            | Tipo                    | Ref.  |
| ---- | -------------------------------------- | ------------------------------ | ----------------------- | ----- |
| –    | Through the Flight of a Feather        |                                | Película                |       |
| –    | Smart Rewards Ride Show                |                                | Serie de televisión     |       |
| 1986 | Paraffin                               |                                | Serie de televisión     |       |
| 1993 | Generations                            | Jackson                        | Serie de televisión     |       |
| 1996 | Adventure Unlimited                    |                                | Película                |       |
| 1998 | Choose Freedom                         |                                | Película                |       |
| 2000 | Yellow Card                            | Tiyane Tsumba                  | Película                |       |
| 2003 | Scarred Instinct                       | Chidzonga                      | Cortometraje            |       |
| 2004 | Four Days                              | Joe                            | Cortometraje            |       |
| 2004 | Cut                                    | Skinny                         | Cortometraje            |       |
| 2005 | Binnelanders                           |                                | Serie de televisión     |       |
| 2005 | Hush                                   | Felix                          | Serie de televisión     |       |
| 2006 | Backstage                              | Duma                           | Serie de televisión     |       |
| 2006 | One Way                                | Thabang Ngema                  | Serie de televisión     |       |
| 2007 | Andre Metstrepie                       | Dave                           | Cortometraje            |       |
| 2007 | Home Affairs                           | Remy                           | Serie de televisión     |       |
| 2007 | Jacob's Cross                          | Abogado de Jacab               | Serie de televisión     |       |
| 2008 | Surprise!                              | Agente Zeb                     | Película                |       |
| 2009 | Siren's Feast                          |                                | Película                |       |
| 2010 | Hola Mpinji                            | Doctor Chinyamurindi           | Miniserie de televisión |       |
| 2010 | Night Drive                            | Tafadzwa                       | Película                |       |
| 2011 | Mzansi Love Home Affairs               |                                | Serie de televisión     |       |
| 2012 | The Way                                | T                              | Serie de televisión     |       |
| 2012 | Ses'Top La                             |                                | Serie de televisión     |       |
| 2013 | Strike Back                            | Enfermero auxiliar             | Serie de televisión     |       |
| 2013 | Zabalaza                               |                                | Serie de televisión     |       |
| 2013 | The Game Fact Show                     |                                | Serie de televisión     |       |
| 2013 | The Lost Diaries of Livingstone        | Comerciante de esclavos arbian | Película                |       |
| 2014 | Seal Team Eight: Behind Enemy Lines    | General Ntonga                 | Película                |       |
| 2014 | Check-Coast                            |                                | Serie de televisión     |       |
| 2014 | Kite                                   | Doctor                         | Película                |       |
| 2014 | Ihawu le Sizwe                         |                                | Serie de televisión     |       |
| 2015 | Making A Killing                       | Bosco                          | Cortometraje            |       |
| 2016 | The Crisis Caravan                     | Sarento Seleka                 | Película                |       |
| 2017 | Harry's Game                           | Tanner                         | Película                |       |
| 2017 | Revolt                                 | Jeandre                        | Película                | [ 7 ] |
| 2017 | Happy Family                           | Detective Mpilo                | Serie de televisión     |       |
| 2017 | All About Love                         |                                | Película                |       |
| 2017 | It's OK We're Family                   |                                | Serie de televisión     |       |
| 2017 | The Wall                               |                                | Película                |       |
| 2018 | Ice                                    | N'Koulou                       | Película                |       |
| 2018 | Beautifully Broken                     | Matisse                        | Película                |       |
| 2018 | Mzansi Love: Kasi Style                |                                | Serie de televisión     |       |
| 2018 | Abomama                                |                                | Serie de televisión     | [ 8 ] |
| 2019 | #Karektas                              |                                | Serie de televisión     |       |
| 2019 | Jozi-H Red Cake - Not the Cooking Show |                                | Serie de televisión     |       |
| 2019 | Blackout                               | Periodista                     | Cortometraje            |       |